# Екзогенні показники
Екзогенні показники (англ. Exogenous indicators, рос. эзогенные показатели, лат. Exogenous Indicatores, нім. Exogene Indikatoren)  — це величини, що задаються ззовні макроекономічної моделі. Вони є показниковими домінантами розвитку економічних систем і визначають їх динаміку.

## Загальна характеристика
Ці величини є автономними і визначаються урядом країни, Національним банком або іншими державними структурами, що мають відповідні регуляторні повноваження. Екзогенні величини — одна з двох груп показників, що використовуються в макроекономічних моделях.

Екзогенні показники можуть бути видами ризиків, які впливають на фінансову стабільність банківської системи. Такі показники відіграють важливу роль у макроекономіці. Їхній вплив на розвиток економіки є значним. Паралельно до них існують ще ендогенні показники. Зміни екзогенних показників обумовлюють зміну ендогенних.

## Приклади
- ставка оподаткування;
- обсяг пропозиції грошей;
- обсяг державних витрат.

## Екзогенні показники в моделіР.Солоу
Модель Солоу є односекторною моделлю економічного розвитку. Стан економіки в моделі Солоу задається п'ятьма ендогенними змінними і такими екзогенними:
- v — річний темп приросту чисельності зайнятих;
- m — частка вибулих протягом року основних виробничих фондів;
- a — коефіцієнт прямих витрат (частка проміжного продукту у валовому внутрішньому продуктові);
- r — норма накопичення (частка валових інвестицій у ВВП).

При цьому межі екзогенних параметрів виглядають так:
- -1<v<1;
- 0<m<1;
- 0<a<1;
- 0<r<1.

Солоу вважає, що екзогенні змінні є постійними в часі.